# Colleen Hoover
Marget Colleen Fennell (11 december 1979), beter bekend als haar schrijverspseudoniem Colleen Hoover, is een Amerikaanse auteur. Hoover schrijft vooral boeken met romantische thema's. Haar bestseller is It Ends with Us, dat al meer dan 6 miljoen exemplaren verkocht.
Begin 2024 telt haar bibliografie 26 boeken. Wereldwijd vlogen haar boeken al meer dan 23 miljoen keer over de toonbank. Haar werk is vertaald in 27 talen, waaronder Nederlands, Frans, Hindi en Pools.
In 2023 veroverde Hoover een plek op de Time 100-lijst van Time Magazine, waar het tijdschrift de honderd meest invloedrijke personen van het jaar benoemt.

## Bestseller 60
| Boeken met noteringen in de Nederlandse Bestseller 60 | Jaar van verschijnen | Datum van binnenkomst | Hoogste positie | Aantal weken | Opmerkingen |
| ----------------------------------------------------- | -------------------- | --------------------- | --------------- | ------------ | ----------- |
| It Ends with Us                                       | 2022                 | 13-07-2022            | 1(1wk)          | 74           |             |
| It Starts with Us                                     | 2022                 | 26-10-2022            | 5               | 28           |             |

## Verfilmingen
De boeken It Ends with Us en Verity worden verfilmd:
- It Ends with Us is verfilmd door Sony's Pictures Television onder dezelfde titel, met Justin Baldoni als regisseur. Hoover werkte samen met Christy Hall voor het filmscript. Actrice Blake Lively vertolkt de hoofdrol. De film kwam in de bioscoop in augustus 2024.[4]
- Verity wordt verfilmd door Amazon's MGM Studios, met Nick Antosca and Alex Hedlund als regisseurs. Hillary Seitz is de scriptschrijver.[5]

- Bibsys: 15021163
- Bibliothèque nationale de France: cb16921238f (data)
- Catàleg d'autoritats de noms i títols de Catalunya: 981058530403506706
- Gemeinsame Normdatei: 1078023522
- International Standard Name Identifier: 0000 0003 8024 412X
- Library of Congress Control Number: n2012056883
- Nationale Bibliotheek van Letland: 000262002
- Bibliotheek van het Japanse parlement: 001189981
- Nationale Bibliotheek van Tsjechië: xx0183129
- Nationale bibliotheek van Australië: 52810318
- Nationale Bibliotheek van Israël: 987007577078105171
- Nationale en Universitaire bibliotheek Zagreb: 000626205
- Nederlandse Thesaurus van Auteursnamen: 376059281
- Réseau des bibliothèques de Suisse occidentale: 02-A024297417
- Istituto Centrale per il Catalogo Unico: CFIV285825
- Système universitaire de documentation: 195301064
- Virtual International Authority File: 259222571
- WorldCat: E39PBJkHkXgxvp7grXy8B9yrv3